# The K2
The K2 (zapisywane także jako kor.: 더 케이투, MOCT: Deo keitu) – 16-odcinkowy serial koreański nadawany przez południowokoreańską stację tvN w każdy piątek i sobotę od 23 września 2016 roku do 12 listopada 2016 roku. Główne role odgrywają w nim Ji Chang-wook, Im Yoon-ah, Song Yoon-ah oraz Jo Sung-ha.

## Fabuła
Kim Je-ha jest żołnierzem, który porzucił swoją służbę i wiedzie życie zbiega. Udaje mu się w końcu powrócić do Korei, gdzie w wyniku zbiegu okoliczności Choi Yoo-jin, żona Jang Se-joona, kandydata na prezydenta, oferuje mu pracę osobistego ochroniarza. Pragnąc zemsty na rywalu Jang Se-joona, Je-ha akceptuje jej ofertę, licząc na dostęp do posiadanych przez nią zasobów i możliwości. Pracą Je-hy zostaje ochrona i strzeżenie Go An-ny, nieślubnej córki Jang Se-joona.

## Obsada

### Główna
- Ji Chang-wook jako Kim Je-ha znany także jako K2[2][3], pracownik firmy ochroniarskiej JSS Security. Jest utalentowanym żołnierzem, który jednak został zbiegiem. Zostaje zauważony przez Yoo-jin, która zatrudnia go jako ochroniarza nieślubnego dziecka swojego męża, Go An-ny.
  - Choi Seung-hoon jako młody Je-ha

- Im Yoon-ah jako Go An-na[4], nieślubne dziecko Jang Se-joona, kandydata na prezydenta. Od dziecka będąc wiecznie w centrum zainteresowania publiki, An-na cierpi na fobie społeczną i miewa ataki paniki. Po latach „wygnania” w Hiszpanii zostaje sprowadzona do Korei by po raz kolejny stać się kartą przetargową w czasie kampanii jej ojca.
  - Lee Yoo-joo jako młoda An-na

- Song Yoon-ah jako Choi Yoo-jin[5], żona kandydata na prezydenta i najstarsza córka z zamożnej i znaczącej rodziny. Jest bardzo ambitna i bezwzględna, pragnie za wszelką cenę zostać pierwszą damą.

- Jo Sung-ha jako Jang Se-joon, kandydat na prezydenta i ojciec An-ny. Kocha ją, ale nie okazuje tego, by chronić ją przed własną żoną.

### Drugoplanowa
- Kim Kap-soo jako Park Kwan-soo, rywal polityczny Se-joona i przewodniczący partii mającej większość w parlamencie.
- Lee Jung-jin[6] jako Choi Sung-won, brat Yoo-jin i dyrektor generalny korporacji JB Group.
- Shin Dong-mi[7] jako sekretarka Kim, prawa ręka i sekretarka Yoo-jin.
- Lee Ye-eun[8] jako Mi-ran J4, ochroniarz An-ny
- Lee Jae-woo jako Sung-gyu K1, ochroniarz An-ny
- Lee Chul-min jako współpracownik Park Kwan-soo
- Song Kyung-chul[9] jako Song Yeol-chun
- So Hee-jung jako szef medyków w JSS.

### Pozostali
- Park Sun-chul jako matka Choi Sung-wona
- Jun Bae-soo jako Joo Chul-ho
- Ko In-beom jako Guk Chae-wan
- Lee Soon-wan jako dowódca zespołu ochroniarzy z JSS
- Jo Jae-ryong jako sekretarz Sung
- Kim Ik-tae jako starzec pomagający Je-ha
- Kwon Soo-hyun jako ochroniarz
- Jung Ji-yeong jako Noh Ji-yeon
- Yum Hye-ran jako dozorczyni
- Park Gun
- Joo Jae-byun
- Yoo In-hyuk[10] jako ochroniarz Dong-mi i były koszykarz
- Yoon Joo-bin
- Oh Sang-hoon jako dowódca batalionu
- Kim Kyung-ryong jako Lee Kyung-jin
- Jee Yoon-jae[11] jako ochroniarz Gwan-soo
- Jung Se-hyung jako detektyw
- Park Kyun-rak
- Kim Hyun jako pomocnik
- Joo Sae-Byeok jako kobieta mająca romans z Jang Se-joonem (odcinek 1)
- Son Tae-young jako Uhm Hye-rin, matka An-ny
- Jo Hee-bong jako policjant
- Sung Dong-il jako policjant (odcinek 3)
- Yoo Seung-mok jako kongresmen Kim
- Lee Han-wi jako sekretarka prezydenta (odcinek 10)
- Jo Dong-hyuk[12] jako kapitan oddziałów specjalnych JSS (odcinek 8)
- Choi Jung-min
- Park Jung-sang

## Produkcja
Scenariusz do serialu napisał Jang Hyuk-rin, który wcześniej był odpowiedzialny za scenariusz do serialu Yong-pal-i (2015). Natomiast reżyserem serii jest Kwak Jung-hwan, znany z pracy nad seriami Neighborhood Hero (2016) oraz Łowcy niewolników (2010).
The K2 jest pierwszym serialem koreańskim, w którym został wykorzystany efekt bullet time.
Pierwsze czytanie scenariusza odbyło się w sierpniu 2016 roku w CJ E&M Center w Seulu.
Zdjęcia do serialu rozpoczęto we wrześniu; część scen nakręcono w Hiszpanii.

## Odbiór
Serial otrzymał pozytywne recenzje, a finałowy odcinek serialu był najchętniej oglądaną pozycją wśród wszystkich kanałów telewizji kablowej.
Gra aktorów również spotkała się z pozytywnym odbiorem publiczności.

## Ścieżka dźwiękowa
| The K2 OST | The K2 OST                               | The K2 OST     | The K2 OST |
| Nr         | Tytuł utworu                             | Wykonawca      | Długość    |
| ---------- | ---------------------------------------- | -------------- | ---------- |
| 1.         | „The K2 Main Theme”                      | różni          | 6:45       |
| 2.         | „Today” (오늘도)                         | Kim Bo-hyung   | 3:44       |
| 3.         | „Sometimes” (아주 가끔)                  | Yoo Sung-eun   | 3:51       |
| 4.         | „Amazing Grace”                          | Yoona          | 2:13       |
| 5.         | „Love You”                               | Min Kyung-hoon | 3:50       |
| 6.         | „As If Time Has Stopped” (시간이 멈춘듯) | Park Kwang-sun | 4:57       |
| 7.         | „Anemone”                                | Jan            | 3:52       |
| 8.         | „The Witch and the Girl”                 | różni          | 3:56       |
| 9.         | „Mirror Mirror”                          | Yang Sun-mi    | 2:52       |
| 10.        | „Wolf Knight”                            | Yang Sun-mi    | 4:44       |
| 11.        | „Quando Corpus Morietur”                 | różni          | 5:01       |
| 12.        | „Wolf's Song”                            | Yang Sun-mi    | 3:30       |
| 13.        | „Serenade”                               | Yang Sun-mi    | 3:38       |
| 14.        | „Witching Hour”                          | różni          | 2:40       |
| 15.        | „The Witch's Advice”                     | Kim Min-young  | 3:01       |
| 16.        | „Der Rosenkavalier”                      | różni          | 4:59       |
| 17.        | „Against the Odds”                       | różni          | 3:25       |
| 18.        | „A Queen of the Forest”                  | różni          | 4:37       |
| 19.        | „Anna's Appassionata”                    | różni          | 3:11       |
| 20.        | „Anemone”                                | Yang Sun-mi    | 3:45       |
|            |                                          |                | 1:18:31    |

## Emisja w innych krajach
Serial ten jest udostępniony przez serwis DramaFever, także w Polsce. Prawa do wyświetlania zostały sprzedane stacjom telewizyjnym w Wietnamie, Japonii i Singapurze.